# Мокров, Геннадий Григорьевич
Мокров Геннадий Григорьевич (31 декабря 1943, Омск) — российский и советский учёный-экономист, работающий в области экономики, финансов, таможенного дела и экономической безопасности Евразийского экономического союза и современного российского общества, доктор экономических наук, профессор кафедры международного бизнеса и таможенного дела Российского экономического университета имени Г. В. Плеханова.

## Биография
- С 1961 года начал свою карьеру на Московском машиностроительном заводе «Рассвет», где работал слесарем, а после — фрезеровщиком.
- С 1962 по 1965 гг. служил в Вооруженных силах Советского Союза[2]
- Закончил Московский экономико-статистический институт[2].
- Защитил кандидатскую и докторскую диссертации по специальности Политическая экономия[1].
- В зарубежный период своей карьеры занимал профессорскую должность в Будапештском университете экономических наук, был консультантом Высшей школы экономики при Правительстве Чехии, советником Госплана Кубы. Сотрудничал с зарубежными учебными заведениями: Банковской школой при немецком национальном банке, Баварским центром «Восток — Запад», Голландским Открытым университетом, Академией малого бизнеса (штат Аляска, США), Немецкой академией менеджмента. Обладает наградами Кубы, Венгрии и Чехии, в частности — званием заслуженного работника Высшей школы экономики Чехии[2].
- C 1995 года возглавлял вновь созданную кафедру экономической теории в Российской Таможенной Академии[3]
- С 2005 по 2012 годы работал в органах ФТС Российской Федерации. В звании полковника ушёл в отставку. Обладатель правительственных наград за работу в органах таможни РФ[2][4][5].
- До 2015 года, до присоединения МЭСИ к РЭУ имени Г. В. Плеханова занимал должность профессора кафедры неоэкономики и практического инвестирования Московского государственного университета экономики, статистики и информатики[2].

Порядка 20 лет участвует в Федеральной Программе переподготовки управленческих кадров для организаций народного хозяйства Российской Федерации.

## Избранная библиография
- Система экономических законов социализма. Проф. А. Д. Смирнов, доц. Г. Г. Мокров, проф. А. М. Коган и др. ; Под ред. д. э. н. проф. А. Д. Смирнова. — Москва : Мысль, 1978. (переиздано в 1983).
- Диалектика познания экономических явлений. 1984 г. / Г. Г. Мокров. — М. : Экономика, 1984.
- Комментарий к ФЗ «О специальных защитных, антидемпинговых и компенсационных мерах при импорте товаров». Мокров Г.Г, Дронов Р. И. — М.: ЮрКнига, 2004 г.
- Маркетинг в сфере внешнеторговой деятельности. М.: ЮрКнига. 2004.
- Принципы рыночной экономики. М.: ЮрКнига. 2005.
- Международная торговля, экономическая безопасность и таможенные преступления. Учебно-практическое пособие / Дронов Р. И., Мокров Г. Г.; Отв. ред.: Мокров Г. Г. — М.: Юркнига, 2004 (переиздано в 2006)
- Государственное регулирование внешнеторговой деятельности. М.: ЮрКнига, 2006 г.
- Евразийский экономический союз: Демпинговый импорт и антидемпинговые меры защиты внутреннего рынка. М.: Проспект. 2016.
- Евразийский экономический союз: инструменты защиты внутреннего рынка от недобросовестной конкуренции. М.: Проспект. 2016;
- Евразийский экономический союз. Общий рынок: формирование, регулирование, защита. М.: Проспект. 2018.
- Евразийский экономический союз: Таможенно-тарифное регулирование общего рынка. СПб.: Интермедия. 2018.
- Евразийский экономический союз. Меры торговой защиты: антидемпинговые, компенсационные, специальные. М.: Проспект. 2019.
- Особые пошлины: антидемпинговые, компенсационные, специальные. СПб.: Интермедия. 2019.
- Евразийский экономический союз: единое таможенное регулирование. М.: Проспект. 2020.
- Евразийский экономический союз: налоги и таможенные платежи. М.: Проспект. 2021.
- Евразийский классификатор в таможенных целях. М.: КноРус. 2021.
- Евразийский экономический союз: оценка таможенной стоимости. М.: Проспект. 2022.
- Таможенные платежи. М.: КноРус. 2022.
- Таможенная стоимость. М.: КноРус. 2023.
- Таможенное регулирование. М.: КноРус. 2023.
- Евразийский экономический союз. Таможенное дело: инструментарий таможенного регулирования. М.: Проспект. 2023.
- Евразийский экономический союз. Таможенный союз. М.: Проспект. 2024.
- Основы таможенного дера в Евразийском экономическом союзе. М.: КНОРУС. 2024.
- Евразийский экономический союз. Инструментарий таможенно-тарифного регулирования. М.: Проспект. 2024.
- История таможенного дела и таможенной политики. М.: КНОРУС. 2025.
- История таможенного тарифа. М.: ИНФРА-М. 2025.
- Российская империя: таможенный доход. М.: Наш мир. 2025.

Ряд публикаций переведен на английский, чешский, венгерский, немецкий, испанский, словацкий языки.